# Серегівка
Сере́гівка (Сергіївка) — річка в Україні, в межах Костопільського (витоки) та Березнівського районів Рівненської області. Ліва притока Случі (басейн Прип'яті). 

## Опис
Довжина 29 км, площа басейну 168 км². Долина подекуди невиразна, завширшки до 2,5 км, завглибшки до 15 м. Заплава двобічна, заболочена, завширшки до 300—550 м. Річище звивисте, частково рипрямлене, завширшки до 18 м, завглибшки 0,5—1,2 м. Похил річки 1,6 м/км. Є ставки. 

## Розташування
Серегівка бере початок у лісовому масиві на північ від села Матіївки. Тече спершу на північний схід, далі — переважно на північ. Впадає до Случі біля східної околиці села Моквина. 
Над річкою розташовані села: Ялинівка, Вільхівка, Грушівка, Поліське, Друхів, Новий Моквин, Моквин. 